# Volodymyr Kryns'kyj
Volodymyr Viktorovyč Kryns'kyj (in ucraino Володимир Вікторович Кринський?; traslitterazione anglosassone: Volodymyr Krynskyi; Čkalovs'ke, 14 gennaio 1997) è un calciatore ucraino, portiere del DFK Dainava.

## Carriera
Ha esordito in Prem"jer-liha il 23 luglio 2018 disputando con l'Olimpik Donec'k l'incontro perso 2-1 contro il Čornomorec'.